# Hiva’Oa
Hiva'Oa ou Hiva Oa é a segunda maior ilha das Ilhas Marquesas, na Polinésia Francesa, um território francês ultramarino, no Oceano Pacífico. É a maior ilha no grupo sul das Marquesas. De acordo com a religião local, os deuses criaram as ilhas como suas casas. Então todas as ilhas tem nomes relacionados a construção de uma casa. Hiva'Oa significa "trave horizontal".
A ilha tinha 2190 habitantes em 2012.

## Geral
Administrativamente, Hiva'Oa é parte do município Hiva-Oa, que em si é uma subdivisão administrativa das Ilhas Marquesas. Atuona, na costa de Hiva'Oa, é o centro administrativo do município. Atuona era anteriormente a sede do governo das Ilhas Marquesas, mas foi substituída por Taiohae na ilha de Nuku Hiva. A ilha é famosa por ser o lar final do pintor francês Paul Gauguin e do cantor belga Jacques Brel, ambos enterrados no Cemitério Calvary, com vista sobre Atuona. Também é lar para as maiores esculturas tiki na Polinésia Francesa.
Em tempos pré-europeus, a ilha era quase igualmente dividida em duas províncias: Nuku, a oeste, e Pepane, a leste.

## Geografia

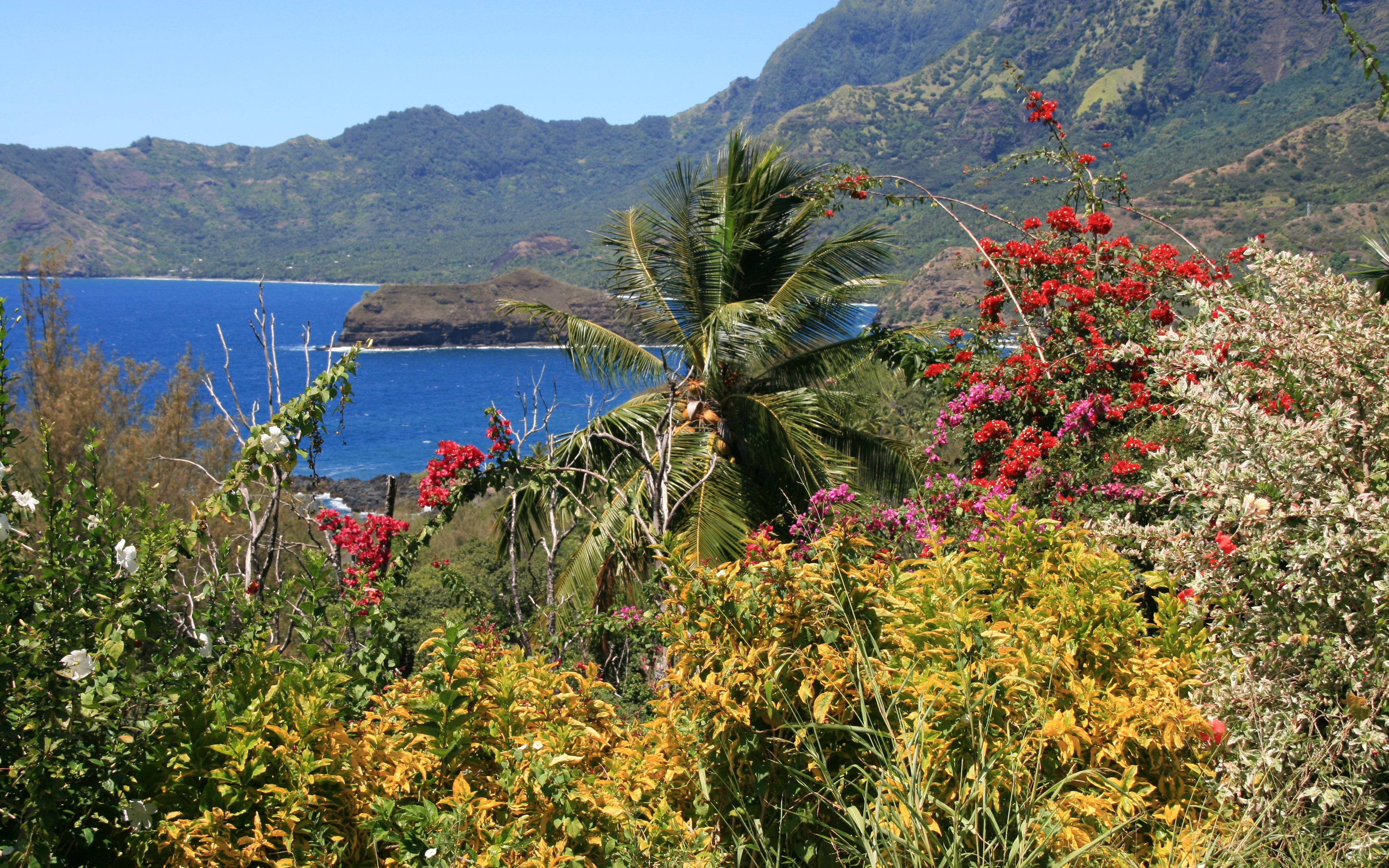
Paisagem de Hiva’Oa

Hiva’Oa é a maior e mais fértil ilha das Ilhas Marquesas do sul e segunda apenas atrás de Nuku Hiva em tamanho. Similar a todas as grandes Marquesas, Hiva'Oa apresenta íngremes penhascos se erguendo abruptamente do oceano indo para um interior rugoso de montanhas vulcânicas, cumes, e vales profundos e isolados. Não como a maioria das outras ilhas da Polinésia perto do equador, nenhum recife de coral protege Hiva’Oa das batidos do oceano e apenas poucos ancoradouros protegidos e praias arenosas estão espalhadas pela costa.
Viagem ao longo da costa é feita de barco já que a maior parte do terreno costal é muito enrugado para estradas. Algumas estradas de terra cruzam pelo interior e ligam as vilas costais. O Aeroporto de Atuona é localizado a uma elevação de 451 m em um planalto perto do centro da ilha e tem uma pista de pouso e decolagem asfaltada de 1215 m de comprimento com voos diários para outras ilhas Marquesas e Tahiti.
A marcante característica geológica de Hiva'Oa é o vulcão desabado Temetiu. A baía Ta'a Oa, conhecida como Baía de Traidores, está na cratera do vulcão do qual as paredes sobem 1000 m acima da baía. Dentro  de Ta'a Oa encontra-se Baía Atuona e adjacente Taha Uku que são os melhores ancoradouros da ilha. Taha Uku tem um pequeno paredão construído em 1981.
Hiva'Oa é separada da ilha vizinha Tahuata a sul por um canal de 4 km chamado Ha‘ava ou Canal de Bordelais.

## Clima
As temperaturas nas Marquesas são estáveis ao longo do ano, mas precipitação varia muito. Precipitação é muito maior no norte e oeste (de barlavento) das ilhas e muito menos nas partes oeste (de sotavento). Secas, às vezes durando vários anos, são frequentes e parecem ser associados com o El Niño. A maior chuva anual registrada em Atuona foi de 3,760 mm; a menor foi de 560 mm.

## População
Em 2012, a população de Hiva'Oa era de 2190, dos quais 1845 viviam na comuna de Acounda e 345 na vila de Puama'u. Os habitantes falam uma língua meridional das Marquesas, relacionada a outras línguas da Polinésia e Francês.

## História
O primeiro avistamento registrado de Hiva'Oa pelos Europeus foi pela expedição de Álvaro de Mendaña em 21 de julho de 1595. Eles nomearam-a como Dominica.